# Међународне организације и међународна сарадња у области заштите животне средине (књига)
Међународне организације и међународна сарадња у области заштите животне средине је стручна књига из области екологије аутора Драгољуба Тодића и Вида Вукасовића, објављена 1999. године у издавачкој кући Прометеј из Новог Сада.

## О ауторима
- Драгољуб Тодић (1958), ради у Институту за међународну политику и привреду од 2012. године. Главне области његовог академског интересовања су политика и право животне средине, политика и право животне средине Европске уније, ЕУ интеграције, одрживи развој, међународно право, право ЕУ, јавна управа, људска права и право миграција. Тодић је аутор неколико монографија, два уџбеника и више од сто педесет чланака и других краћих радова.[2]
- Вид Вукасовић (?-2014), правник, еколог, научник, књижевник, песник и хаиђин, био је члан Специјалног панела Сталног арбитражног суда, као и члан редакције „Међународних проблема“. Учествовао је у више међународних пројеката у области заштите животне. Објавио је значајне радове из области екологије и заштите животне средине. Као књижевник, пишући највећим делом хаикуе, добио је многе похвале и освојио многе награде и признања.[3]

## О књизи
Велики научно-технолошки развој последњих деценија допринео је да се на међународној сцени појаве нови проблеми који раније нису постојали или нису били уочавани. Самим тим је дошло и до потребе оснивања међународних организација које могу да допринесу решавању тих проблема. Међу тим проблемима је и заштита животне средине. Са једне стране, постојеће међународне организације су се прилаођавале новим околностима, прошириле су поље своје активности и на заштиту животне средине. Са друге стране је настао велики број нових мађународних организација, спеецијализованих само за овај домен.
Данас скоро све међународне организације у свом програму и активностима обухватају макар неко од питања у вези са животном средином.
Књига Међународне организације и међународна сарадња у области заштите животне средине даје увид у основне појмове међународних организација, врсте, делатности, домени деловања, и многе друге одговоре на тему међународних организација које се баве заштитом животне средине.